# Trigonospila integra
Trigonospila integra là một loài ruồi trong họ Tachinidae.